# Fred Williams (peintre)
Pour les articles homonymes, voir Fred Williams et Williams.
Frederick Ronald Williams, dit Fred Williams, est un peintre australien, né le 23 janvier 1927 à Richmond (Victoria), dans la banlieue de Melbourne, et décédé le 22 avril 1982 à Hawthorn (Victoria), autre banlieue de Melbourne, d'un cancer du poumon.
Il est considéré comme l'un des peintres les plus importants d'Australie, et comme l'un des paysagistes les plus importants du XXe siècle[réf. nécessaire].